# Harold Connolly
Harold Connolly (Estados Unidos, 1 de agosto de 1931-18 de agosto de 2010) fue un atleta estadounidense, especializado en la prueba de lanzamiento de martillo en la que llegó a ser campeón olímpico en 1956.

## Carrera deportiva
En los JJ. OO. de Melbourne 1956 ganó la medalla de oro en el lanzamiento de martillo, llegando hasta los 63.19 metros que fue récord olímpico, por delante de los soviéticos Mikhail Krivonosov (plata) y Anatoli Samotsvetov (bronce).